# Akira Phan
Phan Võ Thanh Hùng (sinh ngày 25 tháng 7 năm 1985, thường được biết đến với nghệ danh Akira Phan) là một ca sĩ nhạc trẻ Việt Nam. Nam ca sĩ được khán giả biết đến trong giai đoạn 2008–2011 qua những ca khúc nổi tiếng như Mùa đông không lạnh, Lời nguyền, Đợi chờ là hạnh phúc.

## Tiểu sử
Phan Võ Thanh Hùng sinh ngày 25 tháng 7 năm 1985 tại Thành phố Hồ Chí Minh. Anh tham gia các hoạt động văn nghệ khi còn trên ghế nhà trường với ước mơ trở thành ca sĩ chuyên nghiệp. Ban đầu, anh thi vào ngành quản trị kinh doanh. Tuy nhiên, sau một năm theo học, anh thi lại vào Trường Đại học Sân khấu – Điện ảnh Thành phố Hồ Chí Minh.
Anh hoạt động trong nghệ thuật vào năm 2008, với nghệ danh Akira Phan, khi ra mắt album đầu tay Đứng Dậy Vươn Vai. Akira Phan được nhiều khán giả biết đến qua những ca khúc như Mùa đông không lạnh, Đứng dậy vươn vai, Lời nguyền, Bởi vì đam mê, Giây phút êm đềm.
Năm 2010, Akira Phan ra mắt album thứ hai "Điều Ước Giản Đơn", có ca khúc hit Đợi chờ là hạnh phúc. Cuối năm 2010, album này được Zing Music Awards trao tặng hai giải Top 10 ca khúc của năm và Top 10 Album của năm.
Năm 2011, Nam ca sĩ dần vắng bóng khỏi showbiz Việt do khoản nợ tới hàng tỷ đồng. Mãi 
đến năm 2014, Akira Phan quay trở lại với đĩa đơn "Không cùng quan điểm". Năm 2018, Akira Phan cùng Võ Tấn Phát đạt danh hiệu quán quân trong cuộc thi Cặp đôi hài hước trên THVL1.

## Danh sách đĩa nhạc
- Đứng Dậy Vươn Vai (Vol.1, 2008)
- Điều Ước Giản Đơn (Vol.2, 2010)
- Bài Toán Tình Yêu (Vol.3, 2011)
- Cố Giấu Nỗi Đau (Vol.4, 2013)
- Mong Kiếp Sau Vẫn Là Anh Em (Vol.5, 2015)
- Nếu Anh Được Lựa Chọn (Vol.6, 2016)

## Chương trình truyền hình
- Hát với ngôi sao - 2011
- Lữ khách 24h - 2012
- Đọ sức âm nhạc - 2012
- Về trường - 2012
- Vui ơi là vui - 2014
- Cặp đôi hài hước - 2018
- Một trăm triệu một phút - 2018
- Cao thủ đấu nhạc - 2018
- Đào thoát - 2018
- Ca sĩ bí ẩn - 2018
- Bộ ba siêu đẳng - 2021
- Lạ lắm à nha - 2021
- À đúng rồi - 2021
- Nhanh như chớp - 2023